# 1997年飓风诺拉
飓风诺拉（英語：Hurricane Nora）是有纪录以来第三个到达亚利桑那州时仍然有热带风暴强度的热带气旋，也是1997年太平洋飓风季的第7个飓风和第14个获得命名的热带气旋。这场风暴于9月在墨西哥的太平洋海岸外形成，并且在聖嬰-南方振盪現象带来的温暖水流影响下最终达到萨菲尔-辛普森飓风等级的第四级强度。
诺拉的增强和减弱都很快，其行进路径很不寻常，两次在下加利福尼亚州登陆。登陆后，风暴的残余部分以热带风暴强度对美国西南部构成了影响，给这些地区带去了暴雨和洪水。飓风在墨西哥直接造成两人死亡，并导致了海岸侵蚀和洪水，美国则有三到四人间接因风暴遇难，亚利桑那州、加利福尼亚州、内华达州和犹他州部分地区降雨量达到以往一整年的平均水平，多地有发生洪水的报告。报告显示这场飓风造成的损失总计达数亿美元。

## 气象历史
诺拉于1997年9月16日清晨在墨西哥格雷罗州阿卡普尔科港口西南方向约460公里处形成，其来源与9月初形成的飓风埃里卡属于同一股东风波。由于有聖嬰-南方振盪現象所带来的利好因素，这股热带扰动很快发展出深层对流并且很好地组织起来。到了协调世界时早上6点，美国国家飓风中心将系统指定为第号热带低气压。半天后，风暴已经增强并被命名为热带风暴诺拉。
墨西哥北部上空的一股高气压迫使风暴在起初的几天里朝西北偏西方向移动。这段时间里系统持续增强，于UTC9月18日正午成为第一级飓风。从9月18日，诺拉的移动速度放缓并维持在一个固定位置。风眼消失了，对流也开始减少。气象部门预测这是因为海洋表面温度下降所造成。温度较低的海水令诺拉的风速从最高的每小时165公里降到120公里。离开水温较低的海域后，风暴开始沿接近平行墨西哥西海岸的路径行进。这其中有一段时间风暴快速增强，风眼也再次出现。云层顶端冷却下来，到了UTC9月21日中午，诺拉达到了最高强度，气压低至950毫巴（百帕，28.05英寸汞柱），风力达到时速210公里，成为第四级飓风。由于接下来遭遇了随飓风琳达而来低温水域，风暴的最高强度只维持了很短的时间，9月23日，风暴的风速已经下降到每小时130公里，其风眼墙也已被打破。

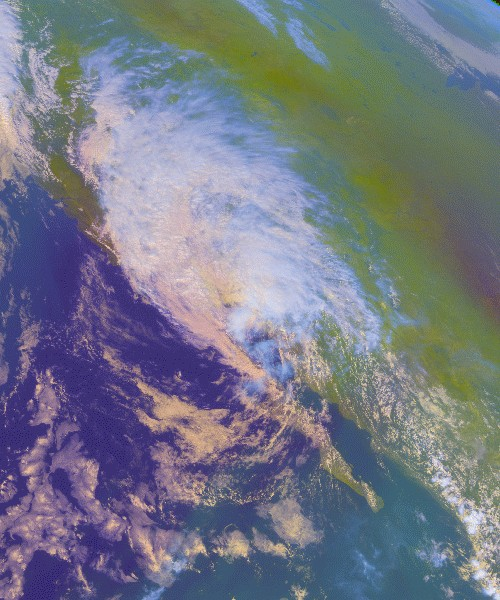
飓风诺拉的残留到达美国西南部上空

诺拉穿过下加利福尼亚半岛西海岸附近的一片水温异常温暖的海域，强度少许提升后于9月25日在南下加利福尼亚州的乌龟海湾（Bahía Tortugas）附近实现首度登陆。到达内陆后，风暴位于加利福尼亚湾的部分开始再次增强，然后飓风诺拉又在南下加利福尼亚州的圣费尔南多（San Fernando）再度登陆。
风暴登陆后，一个低压槽促使诺拉加速朝北移动，其前进速度达到每小时50公里。UTC9月25日晚些时候，诺拉以热带风暴强度从加利福尼亚州和亚利桑那州边界进入美国本土。诺拉开始快速减弱，仅三小时后就已经降级为热带低气压，其时系统位于加利福尼亚州的布莱斯和尼德尔斯。到达亚利桑那州境内时，诺拉仍然有热带性质，成为历史上已知的第三个进入亚利桑那州的热带风暴。诺拉在陆地上逐渐退化，其下层中心朝东北偏北方向移动。不过系统上层仍然存在残余环流，并且有可能是犹他州雪松城的美国国家气象局多普勒天气雷达所观测到的一股接近飓风强度狂风的始作俑者。风暴残留在随后两天总体朝东北方向移动的过程中逐渐变得更具弥漫性，经过了犹他州、科罗拉多州、爱达荷州和怀俄明州的部分地区。

## 防灾措施
当诺拉还位于墨西哥的太平洋海岸外时，墨西哥国家气象局就向从米却肯州拉萨罗卡德纳斯到哈利斯科州巴亚尔塔港之间地区发布了飓风观察预警，海岸线上的多个主要港口也暂时停止航运。由于风暴开始远离大陆沿海地区朝下加利福尼亚半岛前进，下加利福尼亚州卡波圣卢卡斯（Cabo San Lucas）附近约有500居民被迫疏散到避难所中以应对风暴的冲击。同时在索诺拉州的瓜伊马斯，还有另外50人被疏散，他们正在当地参加一个钓鱼训练营。墨西哥国家气象局还对下加利福尼亚沿岸地区发布了热带风暴警告，并向从下加利福尼亚州圣罗萨利亚到索诺拉州巴伊亚基诺（Bahía Kino）之间的整个加利福尼亚湾地区发布了飓风观察预警和警告。
9月24日，亚历桑那州州长简·迪伊·赫尔启用应急响应中心应对风暴可能在该州干燥的沙漠地表引发的山洪爆发，尤马的居民开始填充约55000个沙袋来对可能出现的洪水作好准备。赫尔还动用了该州的国民警民队，并将饮用水和发电机送往尤马。美国国家飓风中心还于9月26日向亚利桑那州西部，加利福尼亚州东南部，科罗拉多州西南部，内华达州南部和犹他州南部发布了山洪爆发观察预警和警告。

## 冲击
飓风诺拉在墨西哥直接造成两人死亡，还在美国间接造成三到四人丧生。虽然其所造成的损失总额没有统计出来，但这个数字至少有也数亿美元。风暴还给美国和墨西哥带去了暴雨，引发了洪水和停电。

### 墨西哥

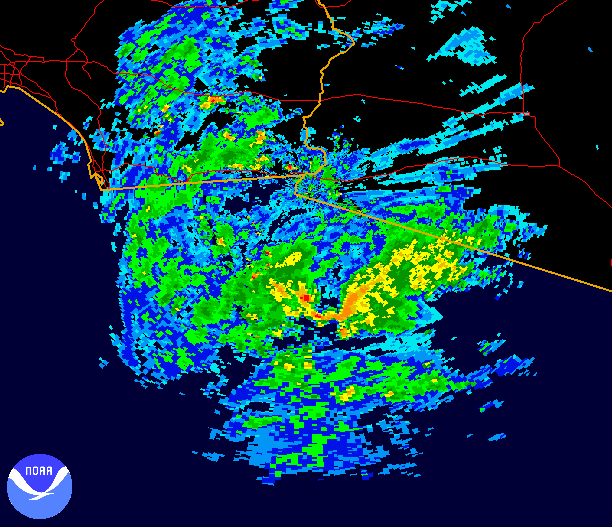
从尤马的雷达上可以看到飓风诺拉进入墨西哥北部上空

诺拉在墨西哥导致两人死亡：一位是在下加利福尼亚州的墨西卡利，受害者因电线杆倒塌而触电身亡；另一位则是在该州的圣金廷（San Quintín），一位司机被卷入风暴造成的地下急流中丧生。
虽然诺拉的环流中心仍然保持在海上，距墨西哥西南部大陆还有一段距离，但据美联社报道，其海岸线受到了高达6.1米巨浪的冲击，数十户民宅被摧毁。诺拉的风力也令海面波涛汹涌，造成了大幅度的海岸侵蚀，特别是在阿卡普尔科附近地区，派德拉奎斯塔（Pie de la Cuesta）海滩被冲毁。在格雷罗州和哈利斯科州，诺拉刮倒了树木，冲毁了家园的地基，不过没有出现人员伤亡的报告。
风暴的东北边缘也普降暴雨，最高降雨量达532毫米，另外一些地区也有426毫米。洪水导致下加利福尼亚州北部小镇阿罗约圣卡塔琳娜（Arroyo de Santa Catarina）有350至400人无家可归。加利福尼亚湾西北海岸的小镇圣费利佩（San Felipe）也有遭受严重破坏并爆发洪水的报告，同时还存在大面积的海岸侵蚀。当地的道路和高速公路被毁，镇上的码头也受到严重破坏。而在加利福尼亚湾东北海岸的佩纳斯科港（Puerto Peñasco）市镇，风暴刮倒了树木，广告牌，吹断了电线，撕开了民宅上的金属板，并报告有三米高的大浪。

### 美国

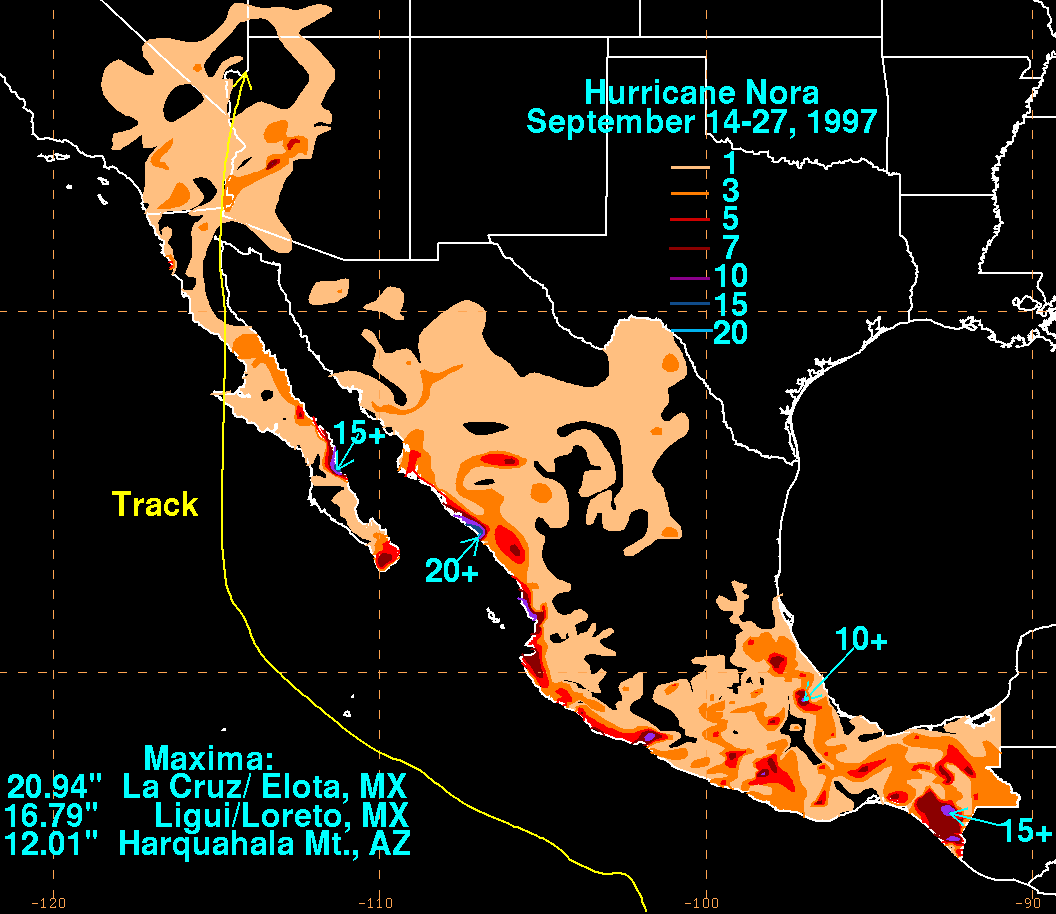
诺拉给墨西哥和美国带去的降雨

在美国，飓风诺拉没有直接造成人员丧生，但加州公路巡警将加利福尼亚州南部因天气造成的三或四起交通事故导致的死亡事件归因于这场风暴。
飓风诺拉给美国造成的损失总额没有统计出来，不过媒体将包括农业在内的损失汇总起来初步估计这个数字将达到数亿美元，还有至少一份研究将这个数字定在1.5至2亿美元（1997年美元，相当于3.61億至4.81億2025年美元）。其中单种植的柠檬树受灾就导致了3000万至4000万美元（1997年美元，相当于7220萬至9627萬2025年美元）的损失。虽然诺拉进入美国后已经明显减弱，但犹他州西南部的迪克西国家森林（Dixie National Forest）还是观测到接近飓风强度的狂风，强烈的阵风还切断了一些大树的树顶。
尤马的气象雷达显示下加利福尼亚州沿加利福尼亚湾北部海岸的小片区域共计有250毫米降雨。而在美国境内，诺拉带来降雨量最高的地区是亚利桑那州的哈库霍拉山区（Harquahala Mountains），达304毫米，该州西部因此爆发了山洪。
风暴带来的降雨导致凤凰城附近的一个小型土坝溃堤。在亚利桑那州、加利福尼亚州、内华达州和犹他州的一些地区也有超过76毫米的降雨量，有些可以与当地一整年的平均降水量相提并论。萨默顿、圣地牙哥、埃尔森特罗、棕榈泉和印第奥多地有发生洪水的报告，尤马有12000人家中停电，洛杉矶和犹他州西南部也有类似情况。
虽然这场风暴造成了严重的损失，但世界气象组织并没有在1998年春的会议中将“诺拉”（Nora）这个名字退役，所以这个名称之后又在2003年太平洋飓风季和2009年太平洋飓风季中再度使用，还处在2015年的使用名单中。